# Teurthéville-Hague
Teurthéville-Hague is een gemeente in het Franse departement Manche in de regio Normandië. De plaats maakt deel uit van het arrondissement Cherbourg. Teurthéville-Hague telde op 1 januari 2022 1.029 inwoners.

## Geschiedenis
Teurthéville-Hague maakte deel uit van het kanton Équeurdreville-Hainneville tot op 22 maart 2015 het kanton Cherbourg-Octeville-3 werd gevormd en de gemeente daarin werd opgenomen. Dit kanton werd op 5 maart 2020 hernoemd naar Cherbourg-en-Cotentin-3.

## Geografie
De oppervlakte van Teurthéville-Hague bedroeg op 1 januari 2022 12,73 vierkante kilometer; de bevolkingsdichtheid was toen 80,8 inwoners per km².

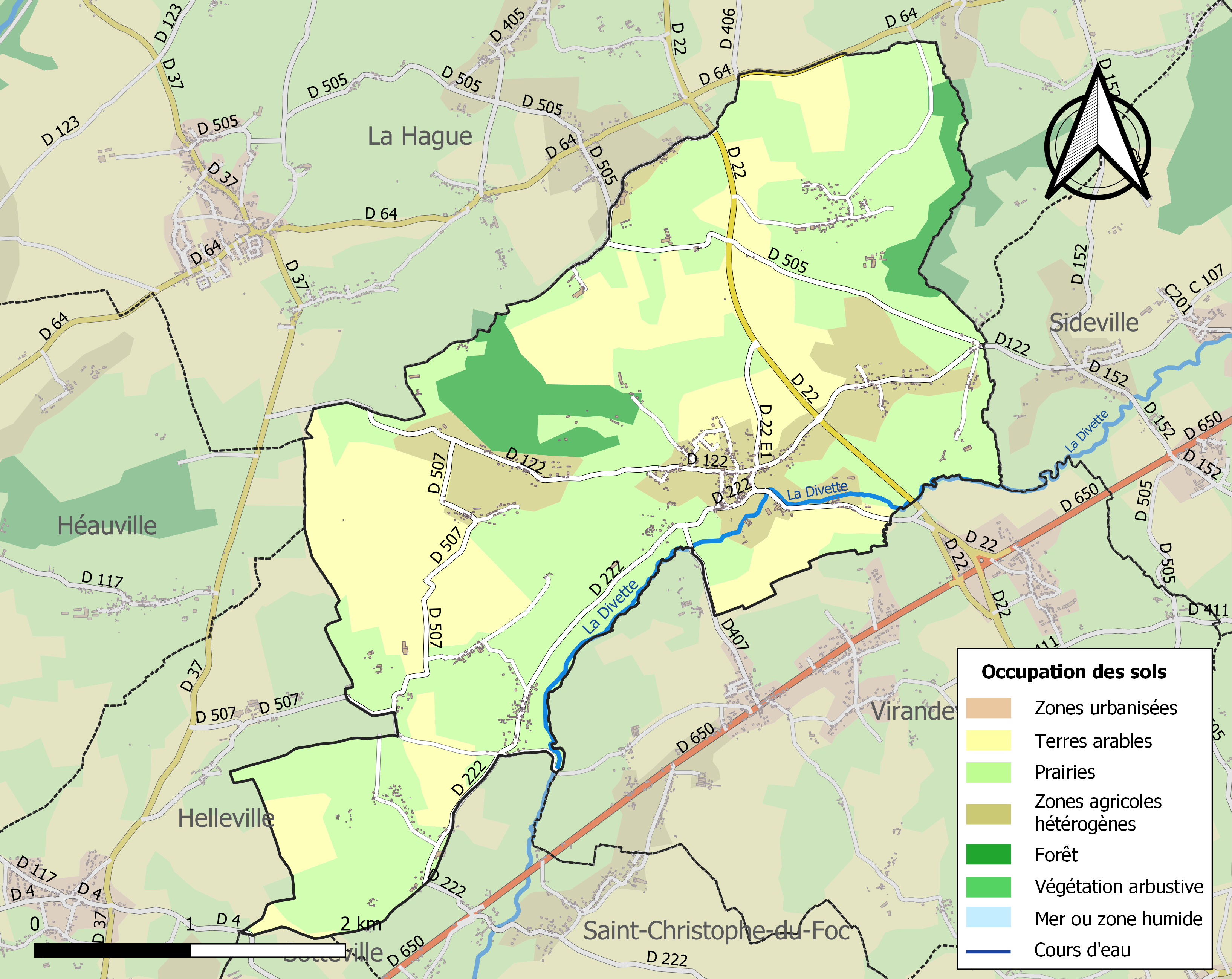
Kaart van de gemeente met de belangrijkste infrastructuur, bodemgebruik en omliggende gemeenten

## Demografie
Onderstaande figuur toont het verloop van het inwonertal (bron: INSEE-tellingen).

Cherbourg-en-Cotentin (deels) · Couville · Hardinvast · Martinvast · Nouainville · Saint-Martin-le-Gréard · Sideville · Teurthéville-Hague · Tollevast · Virandeville